# MegaRace
MegaRace é um "jogo de corrida" lançado inicialmente para computador, e que possui uma versão dublada por Élcio Sodré para o português.